# Villa Piatti

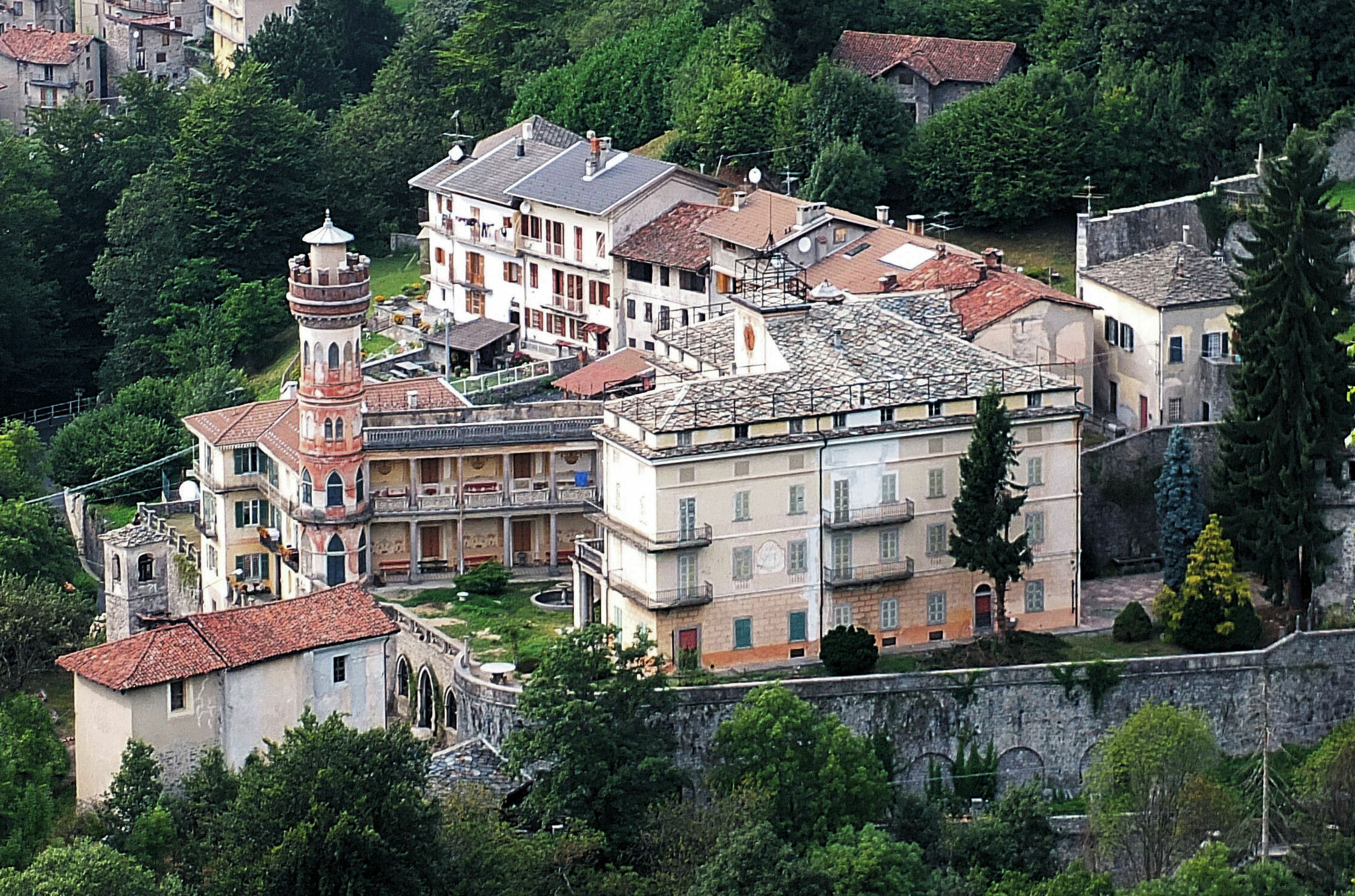
Villa Piatti in Roreto in der Gemeinde Campiglia Cervo im Cervo-Tal

Die Villa Piatti ist eine prächtige Villa des oberen Cervo-Tals im Ortsteil Roreto der italienischen Gemeinde Campiglia Cervo im Piemont.
Der Komplex wird von einem charakteristischen Rundturm beherrscht und beherbergt außerdem eine Uhr, eine Sonnenuhr und hohe Terrassen für die dahinter liegenden Gemüsegärten.

## Geschichte
Die Villa wurde Mitte des 19. Jahrhunderts vom Bauunternehmer Pietro Antonio Piatti (1802–1864) aus Roreto erbaut.
Pietro Antonio Piatti beherbergte u. a. Camillo Benso von Cavour und Giovanni Battista Cassinis, einen berühmten Bielleser Juristen und Politiker, der auch Präsident der Abgeordnetenkammer war.
Zwischen 1885 und 1898 verbrachte der Schriftsteller Edmondo De Amicis, der ein großer Bewunderer des Valle del Cervo und seiner Bewohner wurde, viele Sommer bei den Brüdern Alarico und Achille, den Söhnen von Pietro Antonio Piatti, und schrieb sehr intensive Werke wie I piccoli Valit, ein lebendiges Porträt der Kinder von „Bürsch“. Zum Gedenken an den Autor von Cuore (Herz) wurde 1925 in der Wallfahrtskirche von San Giovanni d’Andorno ein Flachrelief aus weißem Marmor des Bielleser Bildhauers Giuseppe Bottinelli aufgestellt.